# Culture dans le Cher
La culture dans le Cher désigne les principaux aspects d'ordre culturel dans le département français du Cher qui s'étend au centre de la France principalement sur les provinces du Berry et du Bourbonnais.

## Spectacle vivant

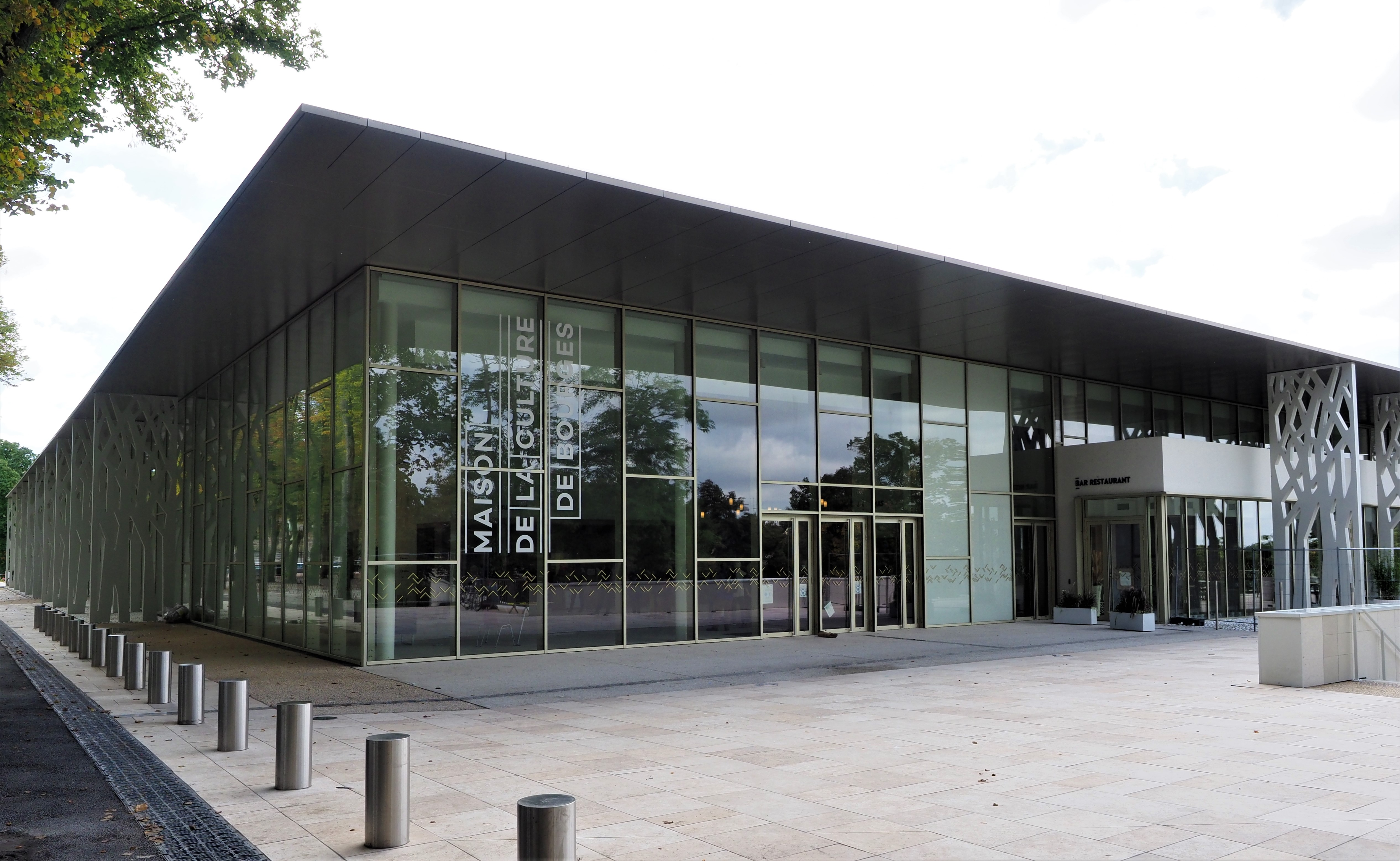
La Maison de la culture en 2021

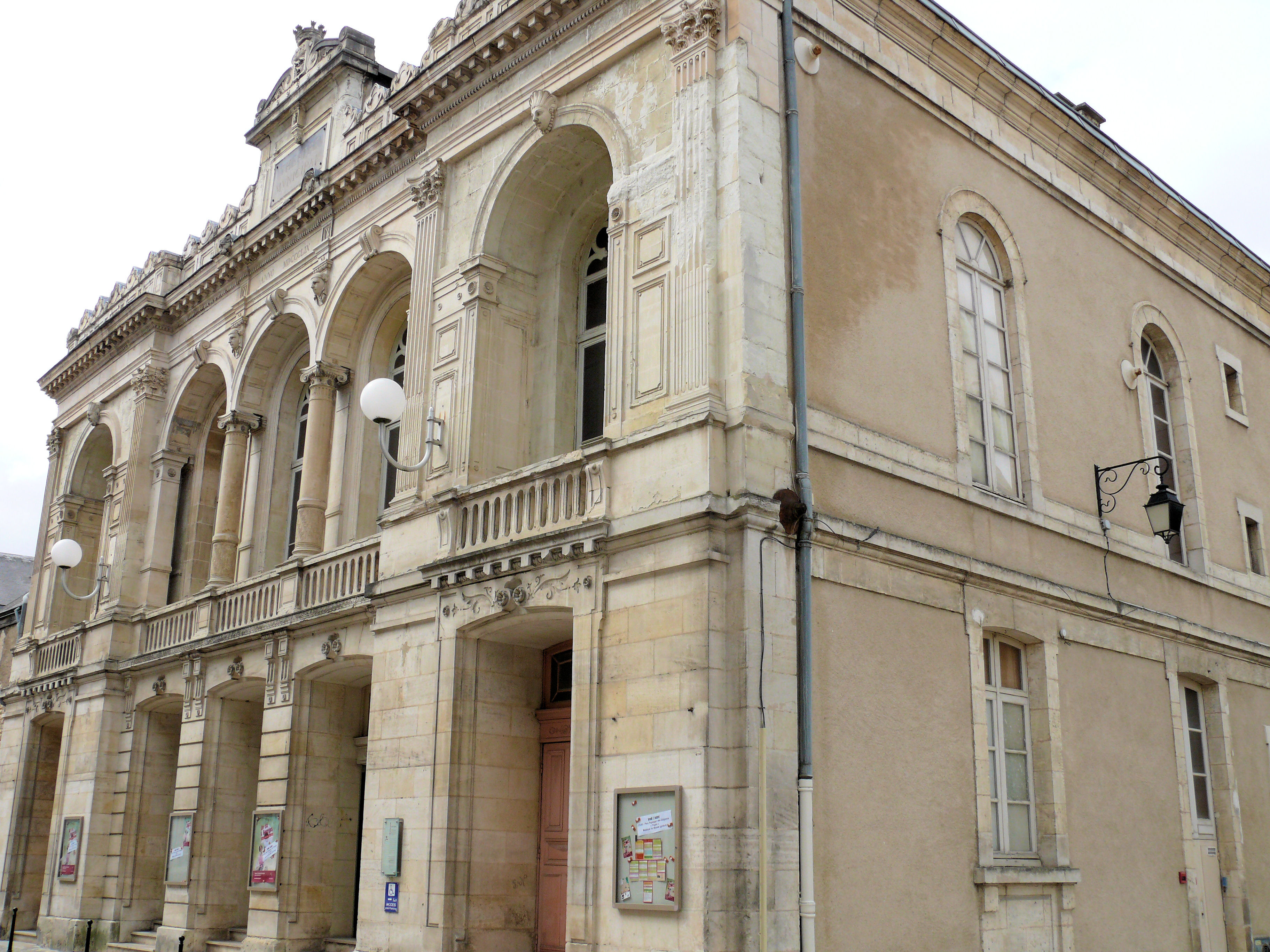
Le théatre en 2011

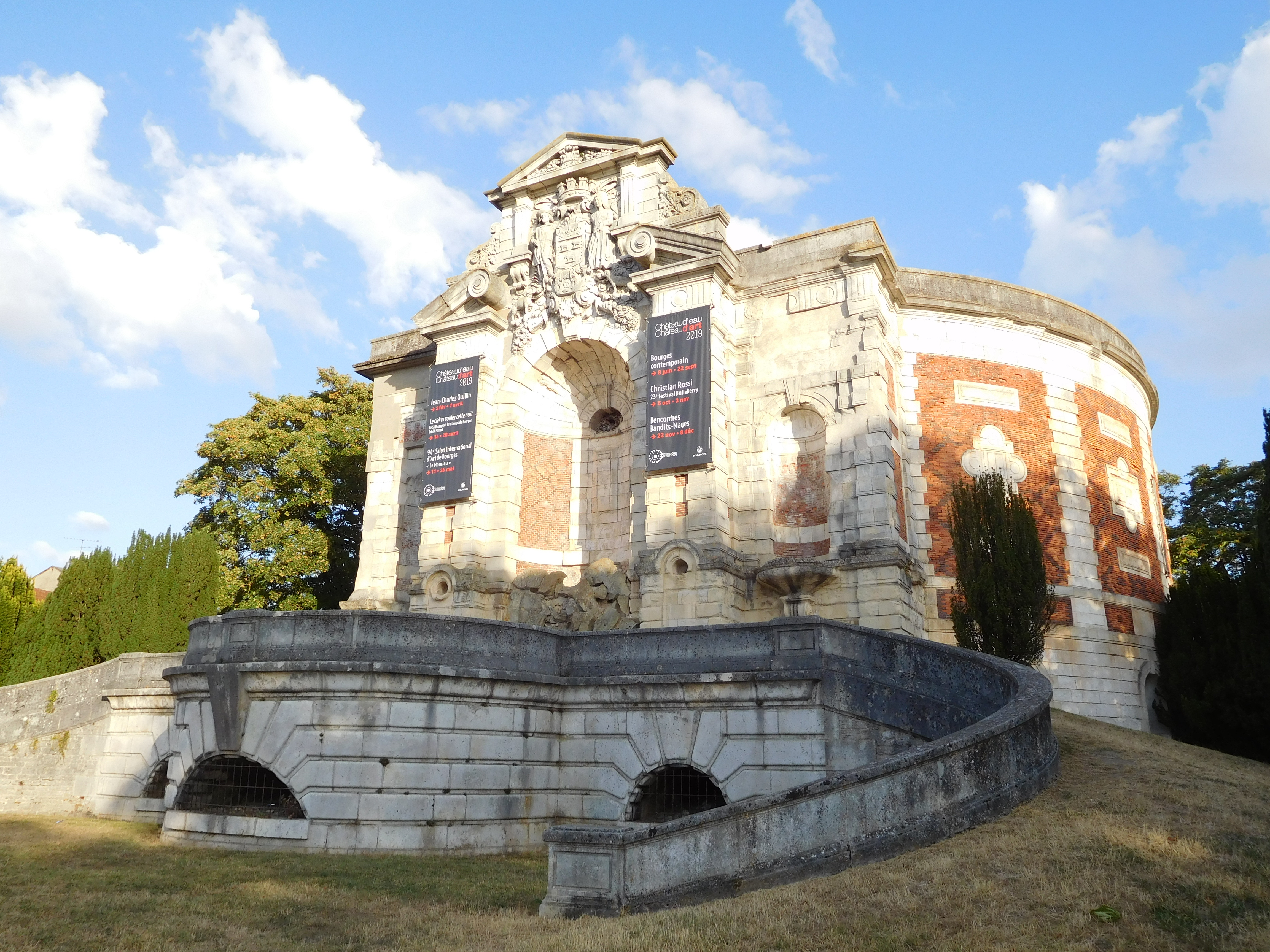
Le château d'eau, lieu d'exposition

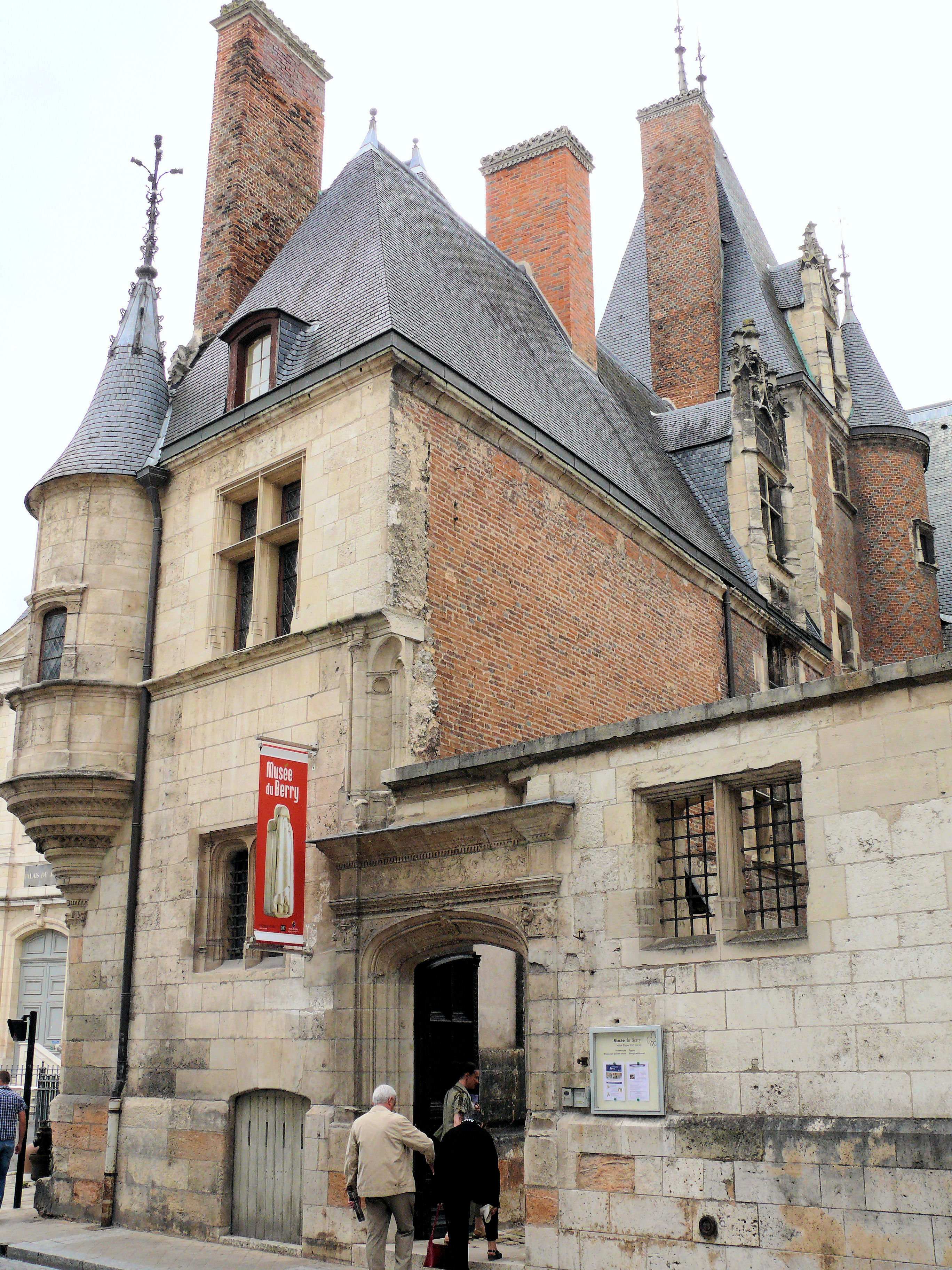
L'hôtel Cujas, qui reçoit le musée du Berry.

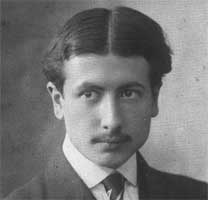
Alain-Fournier en 1905, auteur du Grand Meaulnes.

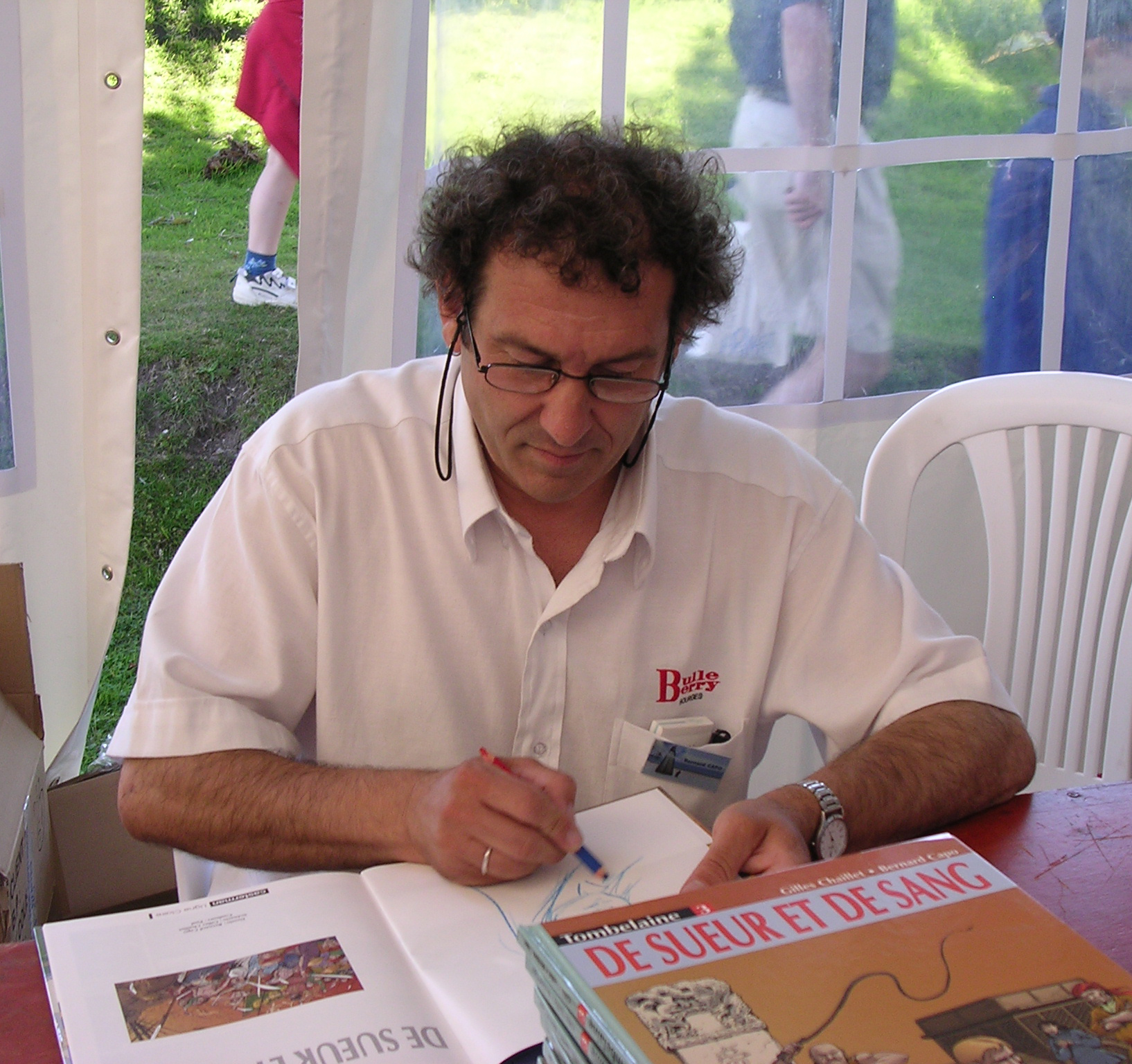
Bernard Capo en 2003.

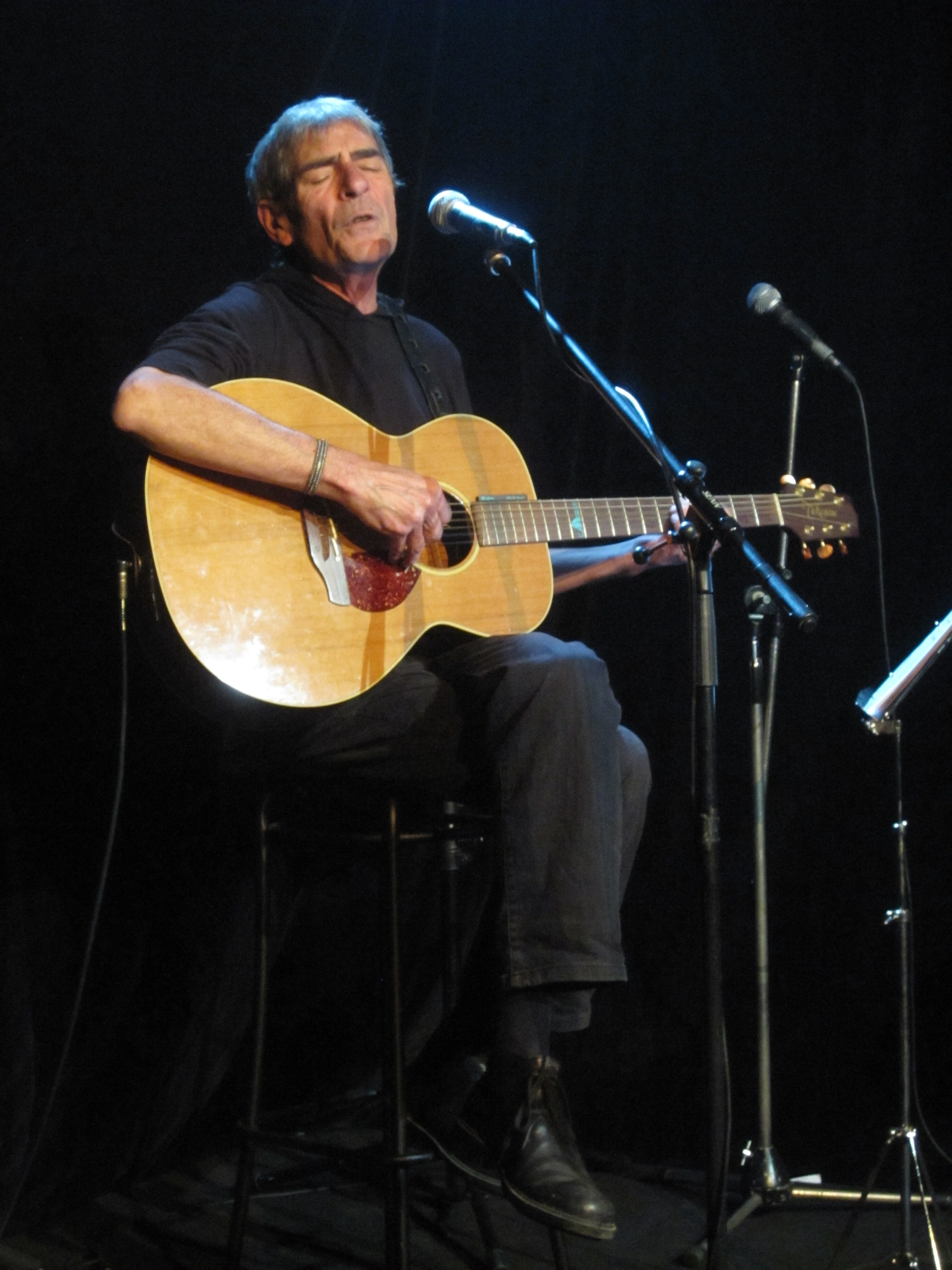
Gabriel Yacoub en 2011.

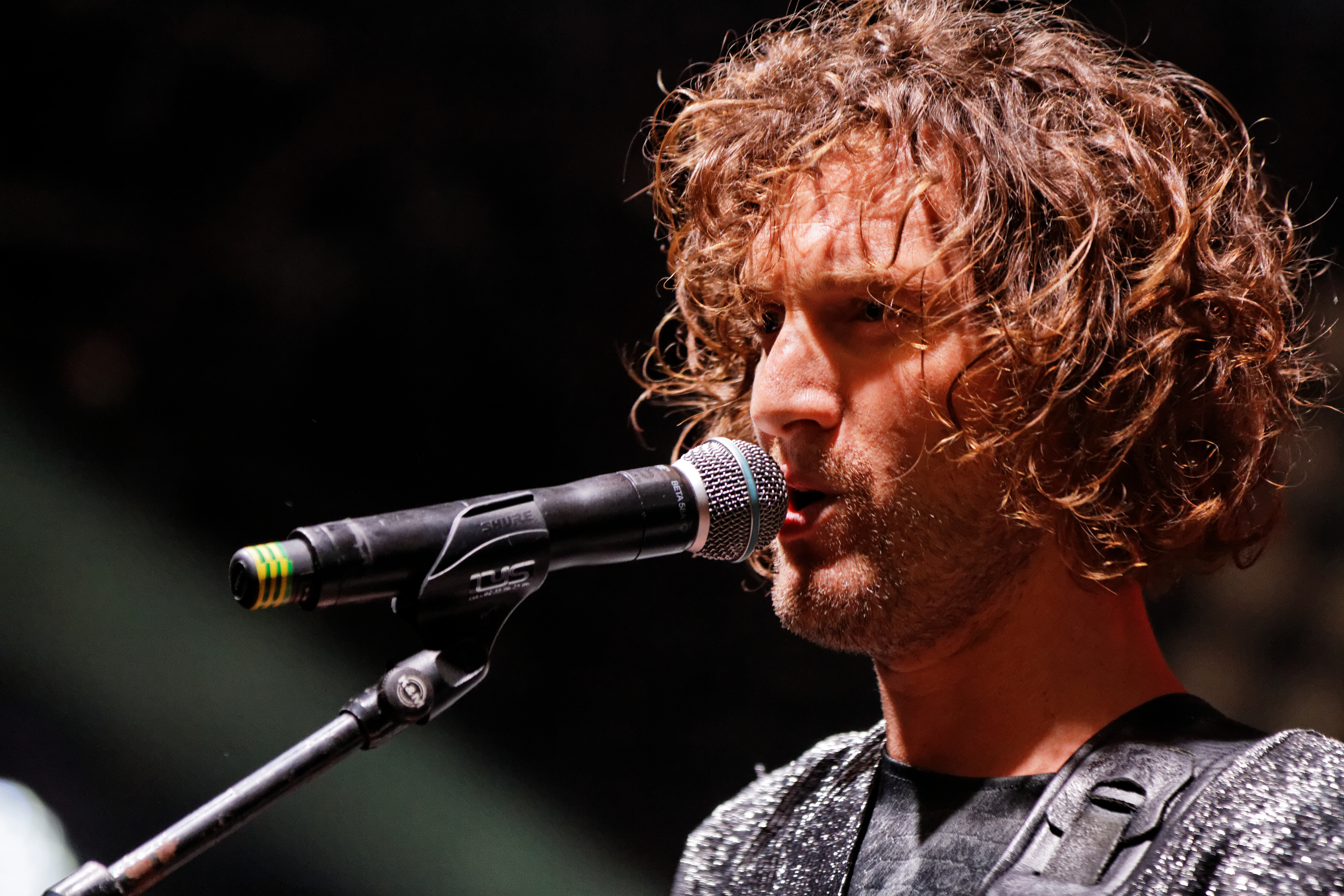
Florent Marchet en 2014.

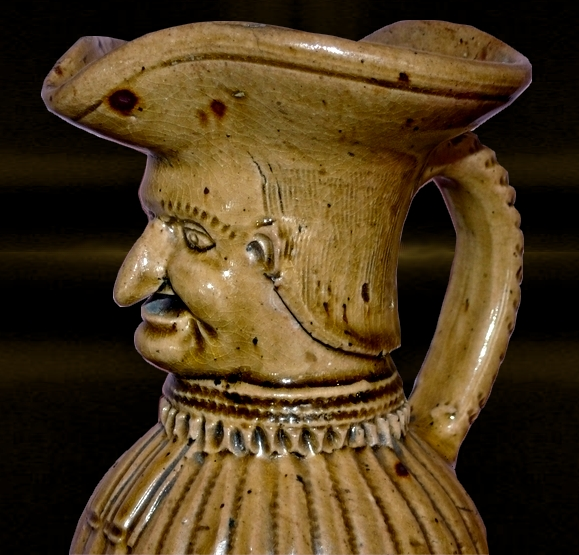
Pichet de Marie Talbot (détail).

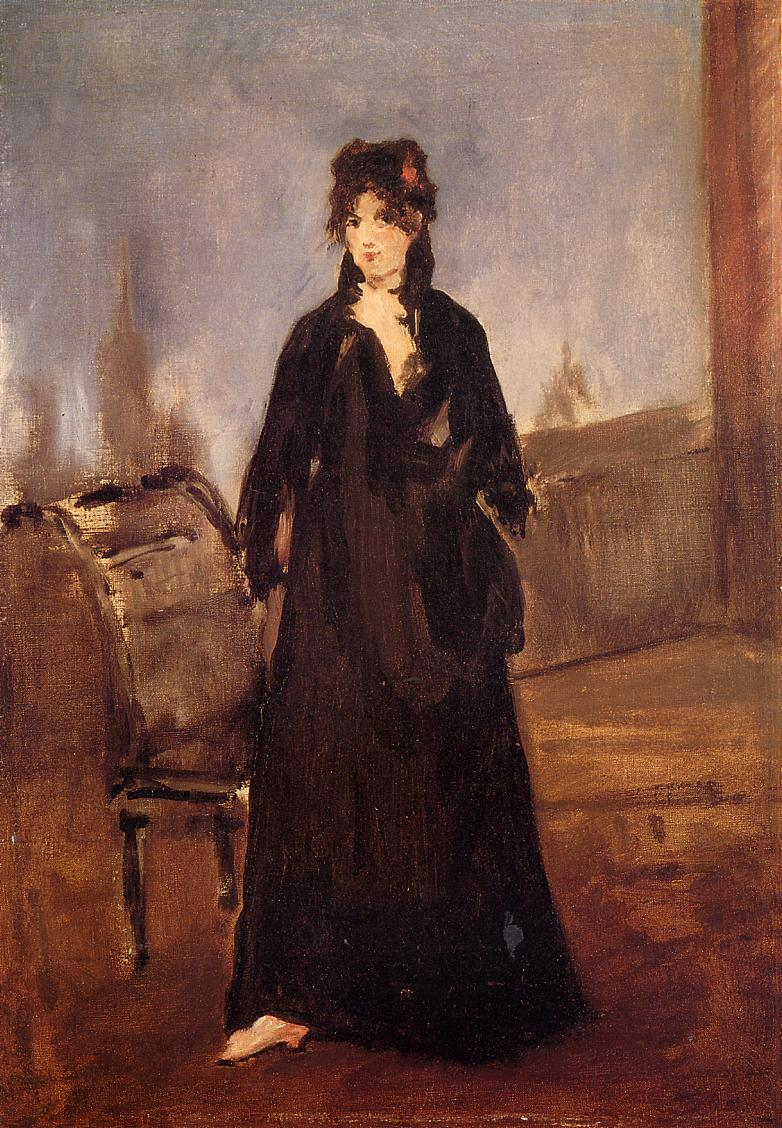
Berthe Morisot peinte par Édouard Manet en 1872.

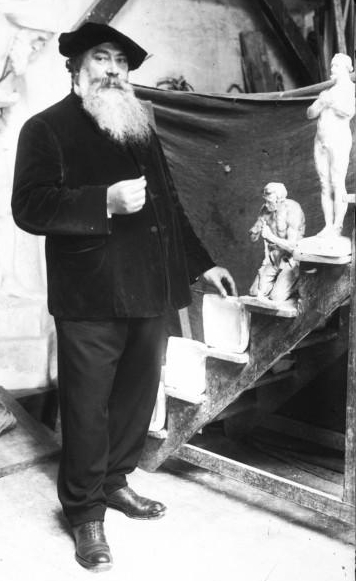
Jean Baffier, dans son atelier de sculpture en 1908.

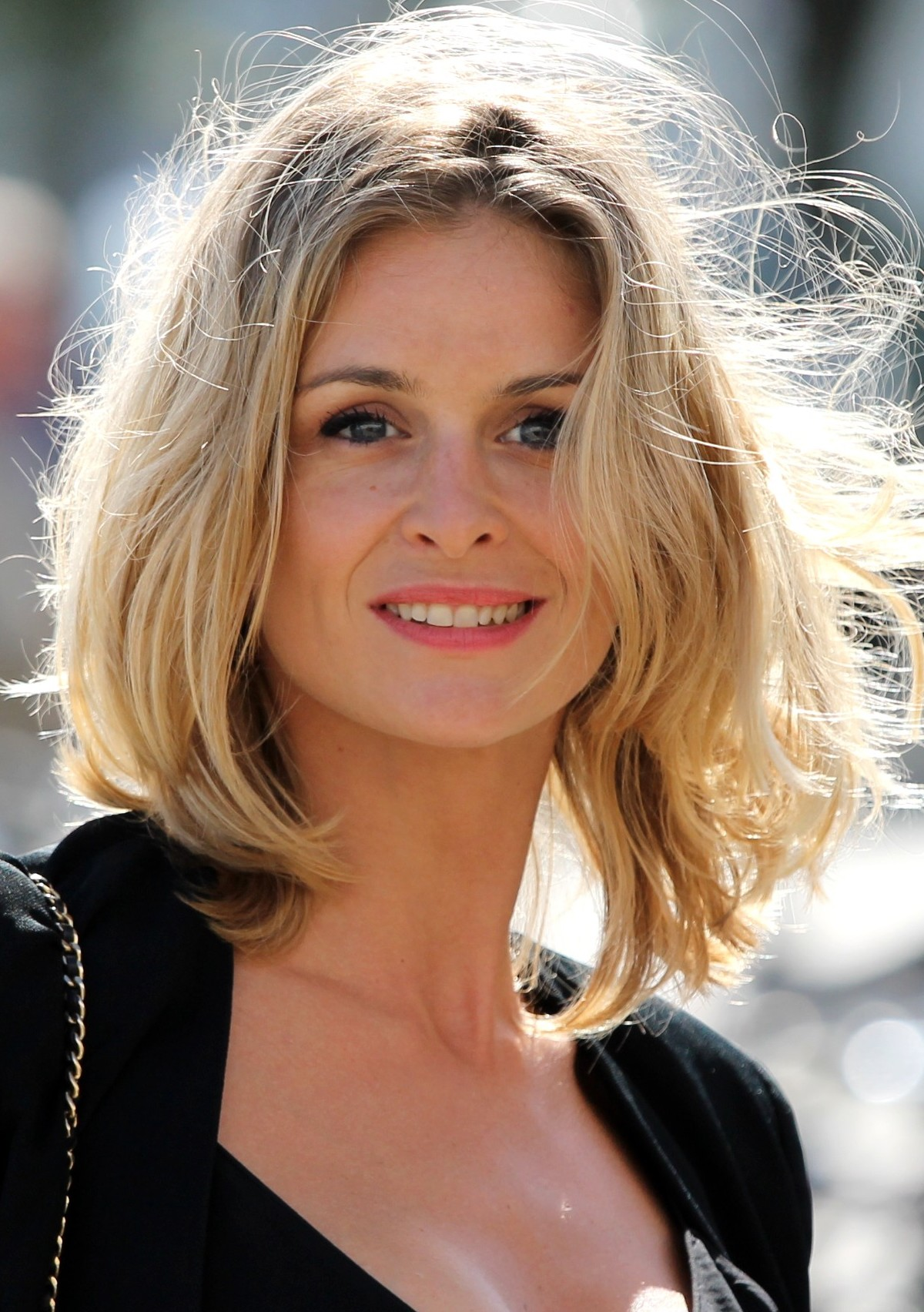
L'actrice Jeanne Bournaud a grandi à Saint-Amand-Montrond.

### Lieux
- La Maison de la Culture de Bourges est à la fois un centre culturel polyvalent doté d'une salle de cinéma et de divers lieux consacrés à la culture
- L'Auditorium de Bourges de 600 places, regroupant aussi le Conservatoire de musique et de danse
- Le Théâtre municipal Jacques-Cœur inauguré dès 1860 à Bourges, devenu le centre de l'Agence culturelle de Bourges en 1996.
- Le Château d'eau de Bourges, pour expositions d'art contemporain, performances et manifestations touchant aux arts visuels

### Festivals
Plusieurs festivals se déroulent dans le Cher notamment :
- Le Printemps de Bourges depuis 1977 est le plus connu.
- Festival de Boucard - Haut-Berry, villages en musiques depuis 1966 à Aubigny-sur-Nère et environs[1]
- Festival Les très riches heures de l'orgue en Berry en la cathédrale Saint-Étienne de Bourges, depuis 1985[2].
- L'Air du temps depuis 1995 à Lignières, Festival de la chanson actuelle, organisé par l'association culturelle et artistique Les Bains-Douches, pendant la semaine de l'Ascension[3].
- Musique à Fontmorigny depuis 1998 en l'abbaye de Fontmorigny à Menetou-Couture.
- Festival d’automne baroque de Bourges depuis 2019[4].

## Enseignement
- École nationale supérieure d'art de Bourges créée en 1881.

## Littérature
- Auteurs nés dans le Cher : le plus célèbre étant Alain-Fournier (1886-1914), auteur du roman Le Grand Meaulnes, Pierre Motin (vers 1566-vers 1614), Antoine-Eugène Gaulmier (1795-1829), Maurice Mac-Nab (1856-1889), Marguerite Audoux (1863-1937), Hugues Lapaire (1869-1967), Suzanne de Garros (1877-1952), François Barberousse (1900-1979), Juliette Darle (1921-2013), Henry Meillant (1924-2011), Alain Rafesthain (1942), Pierre Mezinski (1950), Jean-Yves Clément (1959), Hélèna Villovitch (1963) ...
- Auteurs venus dans le Cher dont une partie des œuvres traite du département : Honoré de Balzac pour La Muse du département...

## Dessin et bande dessinée
- Dessin : Roger Testu (1913-2008)
- Bande dessinée : Bernard Capo (1950) avec de nombreuses œuvres relatives à Bourges, Denis Jourdin (1950), né à Sancerre, Sylvain Frécon (1972)

## Musique
- Pierre Lauverjat, compositeur de musique baroque (né vers 1565-1570 - mort en 1625), Laurent Grillet (1850-1901) violoniste, compositeur et chef d'orchestre, Gérard Pesson (1958) compositeur, Émile Sauret (1852-1920) compositeur pour le violon, Pierre Christophe (1969), pianiste de jazz,...
- Groupe rock : Opera Multi Steel,

## Chant
- Monty est né le 18 février 1943 à Chezal-Benoît ; Gabriel Yacoub (1952-2025) chanteur, fondateur de Malicorne, vivait à Marçais ; Allan Theo (1972) ; Florent Marchet né en 1975 à Bourges ; Lizzy Ling née à Bourges ) ; P.R2B ou Pauline Rambeau de Baralon, née le 26 novembre 1990 à Saint-Doulchard ;

## Danse
- François Alu, né le 3 décembre 1993 à Saint-Doulchard.

## Céramique

### Lieux
- Village de potiers de La Borne avec le Centre céramique contemporaine[5] partagé entre les communes d'Henrichemont et de Morogues...

### Céramistes
- Marie Talbot (1814-1874), Louis Lourioux (1874-1930), Vassil Ivanoff (1897-1973), Jean et Jacqueline Lerat (1913 et 1920), Élisabeth Joulia (1925-2003), Nicole Crestou (1957)...

### Entreprises du patrimoine vivant
Entreprise du patrimoine vivant est un label officiel français, créé en 2005, délivré sous l'autorité du ministère de l'Économie et des Finances, afin de distinguer des entreprises françaises aux savoir-faire artisanaux et industriels jugés comme d'excellence. Le Cher est un haut-lieu de la céramique d'art avec de nombreux créateurs et les entreprises :
- Deshoulières fondée en 1799 à Foëcy
- Pillivuyt fondée en 1818 à Mehun-sur-Yèvre.

## Sculpture
- Sculpteurs nés dans le Cher : Michel Colombe (vers 1430-av. 1515), Jean Valette (1825-1878), Auguste Martin (1828-1910), Jean Baffier (1851-1920), Laure Coutan (1855-1915), Suzanne Bizard (1873-1963), François Popineau (1887-1951) né à Saint-Amand-Montrond, ...
- Sculpteurs installés ans le Cher : André Beauneveu (mort vers 1400), Jean de Cambrai (mort en 1438), Félix de Chaumont-Quitry (1852-1925), Joël Linard (1954-2003)

## Art urbain
- Artiste contemporain né dans le Cher : Cédric Bernadotte (1978),

## Peinture et gravure
- Peintres nés dans le Cher : la plus célèbre étant l'impressionniste Berthe Morisot (1841-1895) née à Bourges, Jean Colombe (vers 1430-1493), Jean Boucher (1575-1632), Jacques Bailly (1629-1679), Anne Marguerite Hyde de Neuville (1771-1849), Stanislas Gorin (1824-1874), Alphonse Chigot (1824-1917), Henri-Dominique Roszczewski (1844-1931), Julie Buchet (1847-1921), Marthe Bonnard (1869-1942), Joseph de La Nézière (1873-1944), Eugène Corneau (1894-1976), Pierre Mirault (1899-1982), Maurice Estève (1904-2001), Yves Milet-Desfougères (1934-2022), Philippe Charpentier (1949)...
- Peintres installés dans le Cher : Maître de Spencer 6, Jean et Jacquelin de Montluçon

- Peintres ayant des œuvres relatives au Cher : Jacques Alfred Brielman (1834-1892) a peint un tableau intitulé Les vieux arbres de Drevant, Maurice Utrillo (1883-1955) a peint la place de Touchay, semble-il d'après une carte postale ...

## Photographie
- Photographes nés dans le Cher : ...

## Théâtre, cinéma et télévision
- Liste de films tournés dans le département du Cher avec notamment Le Grand Meaulnes de Jean-Gabriel Albicocco, sorti en 1967[7],
- Acteurs nés dans le Cher : Renée du Minil (1868-1941), Yvonne Maëlec (1881-1971), Roger Karl (1882-1984), Simone Gerbier (1915-1993), Claude Richard (1918-1998), André Chaumeau (1924-2013), Laurent Poitrenaux (1967), François Göske (1989)...
- Acteurs ayant vécu dans le Cher : Alain Meilland (1948-2017), Agnès Blanchot (1965), Jeanne Bournaud (1981)...
- Producteurs, réalisateurs... : Armand-François Jouslin de La Salle (1794-1863), Michel Gast (1930-2022), Valentin Petit (1990-1923), Agnès Godard (1951), Jean Denizot (1979)
- Auteurs de théâtre : Dunan Mousseux (1825-1868), Oscar Méténier (1859-1913),

## Gastronomie
Variétés locales de pommes : bec d'oie du Cher, cravert (Saint-Martin-d'Auxigny)...